# A un dio sconosciuto
A un dio sconosciuto (A un dios desconocido) è un film spagnolo del 1977 diretto da Jaime Chávarri.